# Кормесій
 Кормесій (болг. Кормесий) — хан Болгарії з династії Дуло від 721 до 738 року.
Даних про Кормесія дуже мало. Вперше він згадується в літописі Феофана Сповідника 716 року, тим що брав участь у підписанні мирного договору з Візантією. На основі цього деякі історики вважають його співправителем або, що мало ймовірно, сином хана Тервела.
Під пам'ятником Мадарський вершник є написи про правління хана Кормесія. На жаль, час їх пошкодив і точний зміст точно невідомий. З того, що вдалося розшифрувати, вчені дізналися, що під час володарювання Кормесія мир з Візантією зберігався. Вже під кінець правління він навіть подарував імператору озеро. Але відносини між ними зіпсувалися і був оголошений початок війни.